# Meeksi Ristija Johannese kirik
Meeksi Ristija Johannese kirik är en ortodox kyrka i Miikse i Setomaa kommun i Võrumaa i sydöstra Estland. Den blev klar 1953. Den är en anspråkslös träkyrka, som byggdes med talkoarbete nattetid, eftersom Stalin ännu levde.